# شجوى
شجوى، قرية من قرى منطقة المدينة المنورة في السعودية. تقع بالقرب من وادي الحمض على بعد 80 كم شمال غرب المدينة المنورة على طريق (المدينة المنورة/ تبوك).

## الجغرافيا
وتقع شجوى علـى وصلة متفرعـة من طريق (المدينة المنورة/ تبوك)، وتبلغ مساحة المركز حوالي 2637,3 كم2، وتمثل حوالي 10,4% من إجمالي مساحة نطاق المدينة المنورة ومراكزها، ويضم المركز 26 قرية وتتسم على هذه القرى بالانتشار على طوال وادي الحمض، ويسكنها قبيلة عروة من جهينه وقبيلة ولد محمد من حرب ويبلغ عدد سكان مركز شجوى طبقا لتقديرات الاستشاري لعام 1420هـ نحو 4,3 ألف نسمة، حيث تمثل حوالي 5,3% من إجمالي سكان القرى، وتبلغ الكثافة العامة حوالي 1,6 شخص/كم2.